# Ángel Custodio Quintana
Ángel Custodio Quintana (1865-1929) fue abogado y servidor público chileno. 
Nació en Loncomilla el 2 de octubre de 1865. Hizo sus estudios de humanidades en el Liceo de Talca (actual Liceo Abate Molina) y en el Instituto Nacional. Cursó leyes en la Universidad y obtuvo su título de abogado el 19 de abril de 1888. Adicto a la literatura como hombre de estudio, ha pertenecido a varias sociedades de bellas letras, habiendo sido socio corresponsal del Círculo Literario Miguel Luis Amunátegui en 1888.
En este mismo año fue nombrado secretario y procurador de la Municipalidad de San Javier de Loncomilla. En dicha ciudad sirvió el puesto de capitán ayudante de la brigada cívica. En 1889 se le nombró miembro de la Junta de Vigilancia de Prisiones. En 1891, fue nombrado notario público y conservador de bienes raíces, cargo que desempeñó hasta el derrocamiento del Presidente Balmaceda por la revolución del Congreso. En este año fue elegido regidor de la Municipalidad de San Javier.
Durante el curso de la revolución, sirvió como secretario del consejo de guerra que sentenció a la pena de muerte a los montoneros de Putagan, cuyo cadalso se levantó en la Puntilla de Quilipú el 20 de agosto. La montonera de Putagan intentó volar el puente del ferrocarril para impedir que la división militar de Concepción se encontrase en las batallas de Concón y Placilla. El señor Quintana fue tenazmente perseguido por la revolución triunfante, siendo absuelto por la Corte de Apelaciones de Talca. En 1892 fue elegido director del partido liberal-democrático del departamento de Loncomilla y secretario del directorio de esa colectividad. En 1893 se le eligió regidor del municipio de ese departamento. En 1895 fue renovada su elección en el directorio del partido liberal-democrático. En 1896 fue delegado del departamento de Loncomilla ante la Convención del partido liberal-democrático que se celebró en Talca, y en la que se reorganizó el liberalismo derrocado del poder por la revolución de 1891. En 1896 fue elegido primer alcalde de la comuna de San Javier.